# Charles Léonce Gouhier de Charencey
Pour les autres membres de la famille, voir Gouhier de Petiteville.
Charles Léonce Gouhier de Charencey (19 décembre 1804, Charencey - 4 juillet 1869, Tourouvre), est un magistrat et homme politique français.

## Biographie
Fils de Charles-Guillaume Gouhier de Petiteville, il entra, ses études de droit terminées, dans la magistrature en 1828. Il se rallia au gouvernement issu de la révolution de Juillet, et se lia avec Montalembert. Substitut du procureur du roi près le tribunal civil de la Seine, il fut destitué, en février 1848, par le gouvernement provisoire. 
Élu le 23 avril, représentant de l'Orne à l'Assemblée constituante, il fit partie du comité des cultes, siégea à droite, et vota constamment avec les conservateurs de l'Assemblée. 
Ce fut M. de Charencey qui, le premier, demanda une enquête parlementaire sur l'envahissement de l'Assemblée au 15 mai ; cette proposition fut produite le jour même, et avant que Lamartine et Ledru-Rollin fussent revenus de l'Hôtel-de-Ville. Charencey fit partie aussi de l'Assemblée législative, où le même département (13 mai 1849) l'envoya siéger. Il s'associa à tous les votes de la majorité monarchiste, appuya l'expédition romaine, opina pour les lois restrictives sur la presse, l'instruction publique, le suffrage universel, et demanda la révision de la Constitution, mais il ne se rallia pas à la politique personnelle du prince-président. Il figura parmi les représentants séquestrés par le coup d'État à la caserne du quai d'Orsay. Il retourna alors à la vie privée, tout en restant membre du Conseil général de l'Orne, où il siégeait déjà avant 1848.
Il est le père de Hyacinthe de Charencey.

## Sources
- « Charles Léonce Gouhier de Charencey », dans Adolphe Robert et Gaston Cougny, Dictionnaire des parlementaires français, Edgar Bourloton, 1889-1891 [détail de l’édition]